# James Rumbaugh
James Rumbaugh (* 22. August 1947 in Bethlehem, Pennsylvania) ist ein amerikanischer Informatiker.

## Leben
Die universitäre Ausbildung durchlief James Rumbaugh am Massachusetts Institute of Technology (MIT) mit einem Bachelor-Abschluss in Physik, am California Institute of Technology (Caltech) mit einem Masters-Abschluss in Astronomie und erneut am MIT mit einem Doktorat (engl. PhD) in Informatik. In seiner Dissertation mit dem Namen A Parallel Asynchronous Computer Architecture For Data Flow Programs beschrieb er 1975 die Grundlagen für eine Computerarchitektur, die sich am Datenfluss orientiert. Er gilt als einer der Miterfinder dieses Architekturtyps.
James Rumbaugh wurde jedoch vor allem durch seine Arbeit im Bereich objektorientierte Modellierung bekannt. In den mehr als 25 Jahren, während denen er bei General Electric (GE) gearbeitet hat, hat er unter anderem die objektorientierte Programmiersprache DSM und die objektorientierte Modellierungsnotation Object-Modeling Technique (OMT) erfunden sowie maßgeblich an der Entwicklung des ersten graphischen Editors für OMT mitgearbeitet.
Zusammen mit Grady Booch und Ivar Jacobson hat er die erste Version der Unified Modeling Language (UML) entwickelt. Die drei Amigos, wie sie häufig genannt werden, traten 1994 in das Unternehmen Rational Software Corporation ein. Dort trieben James Rumbaugh und seine Kollegen die Entwicklung der UML voran, ab 1997, als die Object Management Group (OMG) die Standardisierung der UML übernahm, auch als Vertreter von Rational Software Corporation bei der OMG.
James Rumbaugh blieb der Firma Rational Software Corporation auch nach deren Übernahme durch IBM im Jahre 2003 treu. Als Mitglied des Kernteams für die Spezifikation der Unified Modeling Language 2.0 (UML2), war er maßgeblich an deren Entwicklung beteiligt.

## Schriften
- J. Rumbaugh: A Parallel Asynchronous Computer Architecture For Data Flow Programs, MIT-LCS-TR-150, 1975 (die Dissertation von J. Rumbaugh)
- G. Booch, J. Rumbaugh, I. Jacobson: Das UML-Benutzerhandbuch, Addison-Wesley, 1999, ISBN 3-8273-1486-0
- I. Jacobson, M. Christerson, P. Jonsson: Object-Oriented Software Engineering - A Use Case Driven Approach, Addison-Wesley, 1992, ISBN 0-201-54435-0
- I. Jacobson, G. Booch, J. Rumbaugh: The Unified Software Developement Process, Addison-Wesley, 1999, ISBN 0-201-57169-2
- J. Rumbaugh, I. Jacobson, G. Booch: The Unified Modeling Language Reference Manual, Addison-Wesley, 1998, ISBN 0-201-30998-X
- J.Rumbaugh, M. Blaha, W. Premerlani, F. Eddy, W. Lorensen: Object-Oriented Modeling and Design, Prentice Hall, 1990, ISBN 0-13-629841-9